# Гай Сервилий Структ Агала (консул 478 года до н. э.)
Гай Сервилий Структ Агала (лат. Caius Servilius Structus Ahala; умер в 478 году до н. э.) — римский политический деятель из патрицианского рода Сервилиев, консул 478 года до н. э.
Гай Сервилий был избран консулом вместе с Луцием Эмилием Мамерком. В течение его консульства продолжалась война с Вейями, в которой самостоятельно действовал род Фабиев. Гай Сервилий умер ещё до истечения срока своих полномочий, так что был назначен консул-суффект — Опитер Вергиний Эсквилин.